# Konstancja Hohenstauf (cesarzowa nicejska)
Konstancja Hohenstauf, Konstancja Sycylijska, Anna Sycylijska (ur. 1230, zm. kwiecień 1307 w Walencji) – cesarzowa nicejska.
Konstancja była córką cesarza Fryderyka II i Bianki Lancii. Poślubiła w 1244 roku cesarza nicejskiego Jana III Dukasa Watatzesa. Zmieniła wówczas imię na Anna. Przybyła do cesarstwa nicejskiego w towarzystwie guwernantki Marchesa della Fricca, która wkrótce została kochanką Jana Watatzesa.
Po śmierci męża pozostała w cesarstwie nicejskim. Jej pozycja zmieniła się po zdobyciu Konstantynopola w 1258 roku. Wówczas Michał VIII Paleolog zdetronizował swojego współcesarza z dynastii Laskarysów. Konstacja przestała być członkiem rodziny panującej. W 1263 roku udała się na dwór brata Manfreda. Po jego śmierci uciekła do króla Aragonii Jakuba Zdobywcy. Mieszkała początkowo na dworze w Saragossie, a następnie w klasztorze.